# Вежбово (Граевский повет)
Вежбово (пол. Wierzbowo) — деревня в Граевском повете Подляского воеводства Польши. Входит в состав гмины Граево. По данным переписи 2011 года, в деревне проживало 302 человека.

## География
Деревня расположена на северо-востоке Польши, на расстоянии приблизительно 7 километров (по прямой) к юго-западу от города Граево, административного центра повета. Абсолютная высота — 131 метр над уровнем моря.К северо-западу от Вежбово проходит национальная автодорога 61.

## История
Согласно «Списку населенных мест Ломжинской губернии», в 1906 году в деревне Вержбово проживало 526 человек (266 мужчин и 260 женщин). В конфессиональном отношении большинство население деревни составляли католики (520 человек), остальные — евреи. В административном отношении деревня входила в состав гмины Богуше Щучинского уезда.
В период с 1975 по 1998 годы деревня являлась частью Ломжинского воеводства.